# Pedethma demiensis
Pedethma demiensis is een keversoort uit de familie bladkevers (Chrysomelidae). De wetenschappelijke naam van de soort werd in 2000 gepubliceerd door Lingafelter & Konstantinov.